# رمضة (البيضاء)
رمضه هي إحدى قرى الجمهورية اليمنية. تتبع جغرافيا لمحافظة البيضاء و إداريًا لمديرية ردمان. يبلغ تعداد سكانها 963 نسمة حسب الإحصاء الذي أجري عام 2004.